# Klec
Klec (en allemand : Kletz) est une commune du district de Jindřichův Hradec, dans la région de Bohême-du-Sud, en République tchèque. Sa population s'élevait à 166 habitants en 2020.

## Géographie
Klec se trouve à 20 km à l'ouest-sud-ouest de Jindřichův Hradec, à 24 km au nord-est de České Budějovice et à 111 km au sud-sud-est de Prague.
| - OpenStreetMap Limite communale. |

La commune est limitée par Val au nord, par Novosedly nad Nežárkou à l'est, par Lužnice au sud et à l'ouest, et par Lomnice nad Lužnicí à l'ouest.

## Histoire
La première mention écrite du village date de 1388.